# Piper depressibaccum
Piper depressibaccum är en pepparväxtart som beskrevs av William Trelease. Piper depressibaccum ingår i släktet Piper och familjen pepparväxter. Inga underarter finns listade i Catalogue of Life.